# قطنجة حمراء العرف
قطنجة حمراء العرف (الاسم العلمي Ampelion rubrocristatus)، طائر من جنس طائر الكرمة وفصيلة القطنجية. أعطانه بوليفيا، كولومبيا، الإكوادور، بيرو، وفنزويلا. موائله الطبيعية الغابات الرطبة والغابات الجبلية الشبه استوائية أو مدارية.